# Stephen Miller (asesor político)
Stephen Miller (Santa Mónica, California; 23 de agosto de 1985) es un activista político de ultraderecha estadounidense. Se desempeñaba como consejero superior del presidente de los Estados Unidos para el presidente Donald Trump. En noviembre de 2024, con la reelección de Donald Trump, se le designó como subdirector del Gabinete de Políticas de la Casa Blanca.
Antes de su nombramiento durante a administración Trump, fue el director de comunicaciones del entonces senador de Alabama, el fiscal general Jeff Sessions. También fue secretario de prensa de la congresista Michele Bachmann y del congresista John Shadegg.
Como escritor de discursos para Trump, Miller ayudó a escribir el discurso inaugural de Trump. Fue un asesor clave desde los primeros días de la presidencia de Trump y el principal arquitecto de la prohibición de viajes de Trump, de la reducción de la aceptación de refugiados en Estados Unidos y de la política de Trump de separar a los niños migrantes de sus padres.
Miller ha hecho declaraciones falsas o sin fundamento sobre fraude electoral en múltiples ocasiones.

## Primeros años y educación
Miller creció en una familia judía de inclinación liberal en Santa Mónica, California. Aunque sus padres eran demócratas, Miller se convirtió en un conservador después de leer Guns, Crime and Freedom, un libro de Wayne LaPierre, director general de la Asociación Nacional del Rifle. Mientras que asistía a la secundaria de Santa Mónica, Miller comenzó a aparecer en la radio conservadora. En 2002, cuando tenía dieciséis años, Miller escribió una carta al editor del periódico The Santa Monica Evening Outlook, criticando la respuesta pacifista de su escuela a los atentados del 11 de septiembre de 2001 en la que afirmaba que «Osama Bin Laden se sentiría muy bien en la secundaria de Santa Mónica». Miller invitó al activista conservador David Horowitz a hablar, primero en la secundaria de Santa Mónica y más tarde en la Universidad Duke, y después denunció el hecho de que ninguno de los centros autorizaría el evento.
En 2007, Miller recibió su licenciatura de la Universidad Duke, con especialización en ciencias políticas. Fue presidente del capítulo de Duke, de la asociación Horowitz, Students for Academic Freedom y escribió columnas conservadoras para el periódico de la escuela. Miller ganó la atención nacional por su defensa de unos estudiantes de Duke que fueron acusados erróneamente de violación. Mientras asistía a la Universidad Duke, Miller acusó a la poetisa Maya Angelou de «paranoia racial» y describió a la organización estudiantil Movimiento Estudiantil Chicano de Aztlán (MEChA) como un «grupo radical nacional hispano que cree en la superioridad racial».
También en Duke, en marzo de 2007, Miller y la Duke Conservative Union ayudaron al también unionista Richard B. Spencer, estudiante en Duke en ese entonces, con la recaudación de fondos y la promoción de un debate sobre política de inmigración entre el activista de fronteras abiertas y profesor de la Universidad de Oregón, Peter Laufer, y el periodista Peter Brimelow, fundador del sitio web antiinmigración VDARE. Richard Spencer se convertiría más tarde en una figura importante en el movimiento de la derecha alternativa y presidente del grupo antisemita y supremacista blanco, Instituto de Política Nacional. En una entrevista en 2016, Spencer dijo que él había sido el mentor de Miller mientras estaba en Duke. Miller afirmó entonces que «no tiene absolutamente ninguna relación con el señor Spencer» y que «rechaza completamente sus opiniones, y que sus afirmaciones son cien por ciento falsas». Un coetáneo de ambos en Duke puso en cuestión la afirmación de que Spencer hubiera sido el mentor de Miller, sosteniendo que la relación había sido exagerada.
El exvicepresidente superior de la Universidad Duke, John Burness, dijo a The News & Observer, en febrero de 2017, que mientras Miller estaba en Duke «parecía asumir que si tú estabas en desacuerdo con sus opiniones, se debía a que habría algo malévolo o estúpido en tu pensamiento —era alguien increíblemente intolerante». El profesor de historia KC Johnson, sin embargo, criticó a la Universidad Duke por «no tener un ambiente propicio para hablar», y elogió el papel de Miller en Duke: «Creo que tuvo mucho coraje y tiene que ser reconocido por ello».

## Carrera
Después de graduarse de la universidad, Miller trabajó como secretario de prensa para la congresista Michele Bachmann y congresista John Shadegg, ambos miembros del Partido Republicano. Miller comenzó a trabajar para el senador de Alabama Jeff Sessions en 2009, ascendiendo a la posición de director de comunicaciones. En el 113.º Congreso, Miller jugó un papel importante en la derrota del proyecto bipartidista de ley de reforma migratoria. Como parte de su papel como director de comunicaciones, Miller fue responsable de escribir muchos de los discursos que Sessions dio sobre el proyecto de ley. Miller y Sessions desarrollaron lo que Miller describe como «populismo de estado-nación», una respuesta a la globalización y a la inmigración. Miller también trabajó en la exitosa campaña parlamentaria de 2014 de Dave Brat, la cual destituyó al líder republicano Eric Cantor.

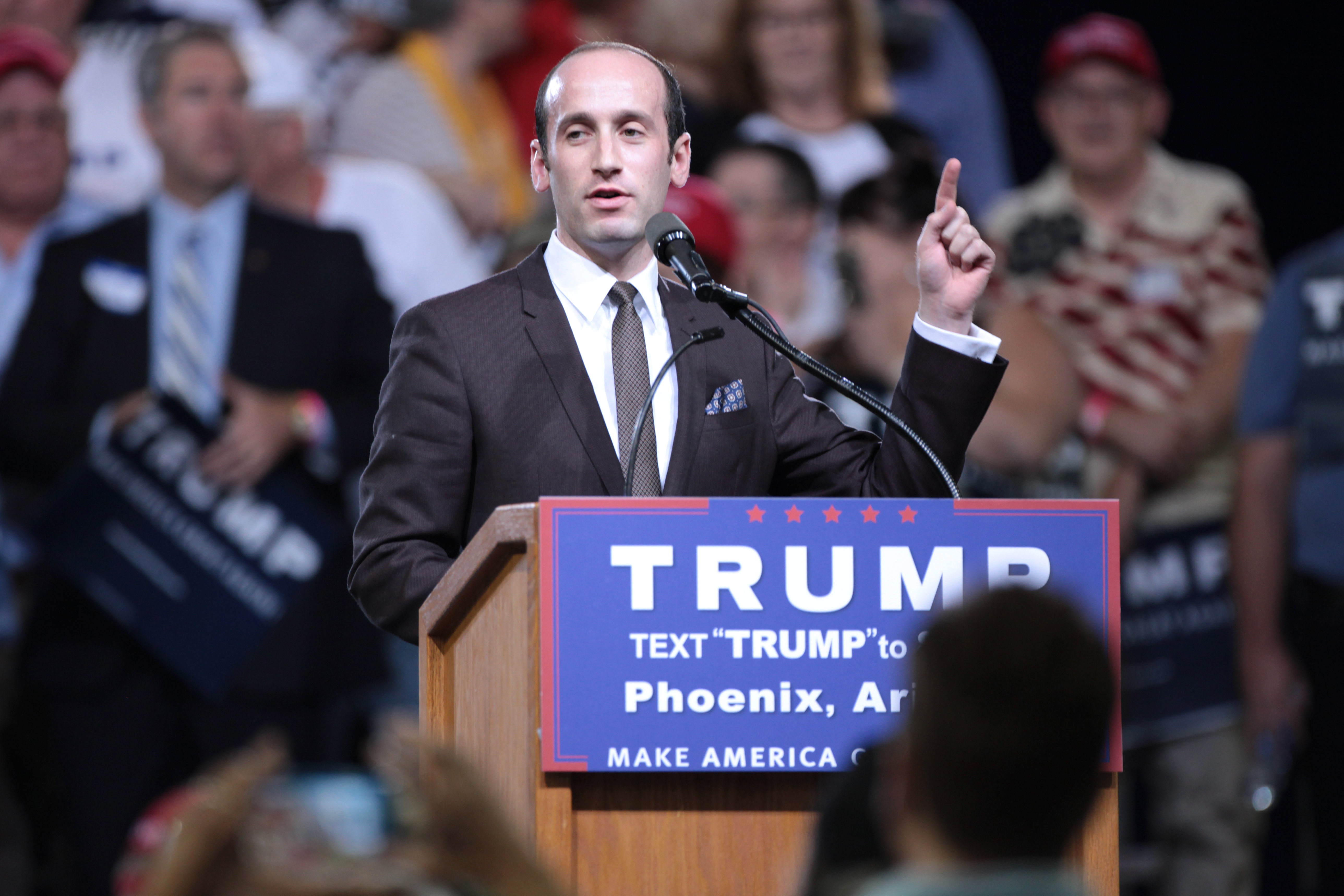
Stephen Miller en un rally de Donald Trump en Arizona

En enero de 2016, Miller se unió a la campaña presidencial de Donald Trump, sirviendo como consejero principal de política. A partir de marzo de 2016, Miller habló a menudo en nombre de la campaña de Trump, sirviendo como un «telonero» para Trump. Miller escribió el discurso que Trump dio en la Convención Nacional Republicana de 2016. En agosto de 2016, Miller fue nombrado como jefe del equipo de política económica de Trump.

### Administración Trump
En noviembre de 2016, Miller fue nombrado director de política nacional del equipo de transición de Trump. El 13 de diciembre de 2016, el equipo de transición anunció que Miller servirá como consejero superior en política durante la administración Trump.
En los primeros días de la administración Trump, Miller trabajó con el senador Jeff Sessions, candidato del presidente Trump para fiscal general, y Steve Bannon, el principal estratega de Trump, para promulgar políticas que restringieran la inmigración y las ciudades santuarias. Miller, junto con Bannon, participó en la creación de la Orden Ejecutiva 13769, que restringe temporalmente los viajes y la inmigración a los Estados Unidos para personas de seis países, suspende temporalmente el Programa de Admisión de Refugiados de los Estados Unidos e interrumpe indefinidamente la entrada de refugiados sirios a los Estados Unidos.
El 12 de febrero de 2017, Miller apareció en Face the Nation de la CBS, donde criticó a los tribunales federales por bloquear la prohibición de viaje de Trump, afirmando: «... tenemos un poder judicial que ha tomado mucho poder y se ha convertido, en muchos casos, [en] una rama suprema del gobierno ... Nuestros oponentes, los medios de comunicación y el mundo entero pronto verán como comenzamos a tomar nuevas medidas, que los poderes del presidente para proteger a nuestro país son muy sustanciales y no serán cuestionados». La aserción de Miller fue criticada por expertos legales, como Ilya Shapiro del Instituto Cato (quien dijo que los comentarios podrían socavar la confianza pública en el poder judicial) y el profesor de la Facultad de Derecho de Cornell, Jens David Ohlin (quien dijo que la declaración mostró «una absurda falta de apreciación por la separación de poderes» establecida en la Constitución de los Estados Unidos). En la misma aparición, Miller hizo acusaciones infundadas de que hubo fraude electoral significativo en las elecciones presidenciales de 2016 y que «miles de votantes ilegales fueron transportados en autobús» a Nuevo Hampshire; investigaciones independientes sobre tales reclamaciones han determinado que son falsas. Miller se negó a proporcionar ninguna prueba en apoyo de sus acusaciones.
Stephen Colbert desafió a Miller, quien dijo estar «preparado para ir a cualquier programa, en cualquier momento y en cualquier lugar», para aparecer en The Late Show with Stephen Colbert, proponiendo la fecha del 14 de febrero de 2017; Miller no se presentó.

## Controversias
En septiembre de 2017, el New York Times informó que Miller impidió que la administración Trump mostrara al público un estudio interno del Departamento de Salud y Servicios Humanos que encontró que los refugiados tenían un efecto neto positivo en los ingresos del gobierno. Miller insistió en que solo se publicitaran los costos de los refugiados, no los ingresos que los refugiados aportaban.
Miller ha hecho en múltiples ocasiones declaraciones falsas o sin fundamento sobre fraude electoral.